# El Más Buscado
El más buscado es una película mexicana policíaca de acción y crimen presentada en 2014, dirigida y escrita por José Manuel Cravioto.

## Historia
La película también fue lanzada como Mexican Gangster: La leyenda del Charro Misterioso y se basa en la vida de Alfredo Ríos Galeana, en la vida real ladrón de bancos, considerado el más prolífico ladrón en la historia de México. La película está protagonizada por Tenoch Huerta como Alfredo Ríos Galeana y muestra sus asaltos, las relaciones personales y su carrera cantando como un mariachi.
La película es una continuación del documental El Charro Misterioso (2005), y fue estrenado en 2015 en el Festival Internacional de Cine de Morelia. La película también recibió ocho nominaciones para los Premios Ariel de 2016 en la categoría de mejor actor, banda sonora original, especial y efectos visuales, dirección de arte, cinematografía, diseño de vestuario y maquillaje.

## Reparto
- Tenoch Huerta como Charro Misterioso / Alfredo Ríos Galeana.
- Marco Pérez como Comandante.
- Paola Núñez
- Gerardo Taracena
- Rocío Verdejo

## Premios y nominaciones
| Premio               | Categoría                  | Candidato | Resultado |
| -------------------- | -------------------------- | --- | --------- |
| 58.º Premios Ariel   | Mejor actor                | Tenoch Huerta | Nominado  |
| 58.º Premios Ariel   | Mejor dirección de arte    | Bárbara Enríquez y Alejandro García                                                                                            | Ganador   |
| 58.º Premios Ariel   | Mejor cinematografía       | Tonatiuh Martínez | Nominado  |
| 58.º Premios Ariel   | Mejor diseño de vestuario  | Gilda Navarro | Ganador   |
| 58.º Premios Ariel   | Mejor maquillaje           | Marco Antonio Hernández | Nominado  |
| 58.º Premios Ariel   | Mejor puntaje original     | Andrés Sánchez Maher | Nominado  |
| 58.º Premios Ariel   | Mejores efectos especiales | Alejandro Vázquez | Ganador   |
| 58.º Premios Ariel   | Mejores efectos visuales   | Edgardo Mejía, Francisco Castillo, Rodrigo de Gante, José Luis Gómez, José Ignacio Narváez, Ivonne Orobio y José Manuel Romero | Ganador   |
| 45.º Diosas de Plata | Mejor imagen               | José Manuel Cravioto | Ganador   |
| 45.º Diosas de Plata | Mejor director             | José Manuel Cravioto | Ganador   |
| 45.º Diosas de Plata | Mejor actor                | Tenoch Huerta | Nominado  |
| 45.º Diosas de Plata | Mejor actor de reparto     | Marco Pérez | Nominado  |
| 45.º Diosas de Plata | Mejor actor de reparto     | Noé Hernández | Nominado  |
| 45.º Diosas de Plata | Mejor edición              | Jorge Macaya | Nominado  |
| 45.º Diosas de Plata | Mejor canción              | Enjambre: El ordinario | Ganador   |